# 李創偉
李創偉（英語：Catry Lee，1984年11月1日—），香港男性模特兒，為亞洲電視亞洲星光大道4跳舞吧！季軍。2024年，參加《中年好聲音3》，最後獲得第20名。

## 簡歷
他在1996年畢業於中華基督教會基華小學，後入讀香港三育書院，曾是亞洲電視合約男藝員。現今活躍演藝界，曾參與多個大型音樂會或演唱會，各大電視廣告和硬照。2021年參與ViuTV節目《阿女又戀嚟》和植詠珊及她母親「媚姨」參與演出，更以螢幕情侶出席多項商業活動。
2021年參與兩個MV，以暖男可愛形象演出譚嘉儀《喜愛便一起》MV，以及在溫碧霞《只是太愛你》中和溫碧霞大膽激吻演出。同年參與無綫電視台慶綜藝節目《男神廚房》，與林德信、伍允龍一起煮飯給鄭裕玲食，由於男神美貌吸引伍姑娘伍詠薇喜愛。2022年參與香港女歌手JW王灝兒首支四台冠軍歌《FF》的MV演出，憑大膽脫衣露肌肉演出掀起熱話。

## 演出

### 2011年
- 《亞洲星光大道4 跳舞吧！星光狂歡「型」聖誕》- 表演
- 《亞洲星光大道4 跳舞吧！總決賽季軍得主》

### 2012年
- 《aTV 2012人氣春晚·唱紅亞洲》- 表演
- 《中國（深圳）國際文化產業博覽交易會》- 表演
- 亢帥克《十年未晚》MV男主角

### 2021年
- ViuTV《阿女又戀嚟》候選男友之一
- 譚嘉儀《喜愛便一起》MV男主角
- sunday more 《史上首位男美編》
- 溫碧霞《只是太愛你》MV男主角
- 東方表行
- 無綫電視《男神廚房》參賽者之一
- 亞洲心動娛樂《男人一定要識露營》

### 2022年
- 李駿傑個人單曲MV《半》
- JW王灝兒《FF》MV男主角
- ViuTV《你是我的後援會》第13集嘉賓

### 2024年
- 無綫電視《中年好聲音3》參賽者之一